# Aressy
Aressy (okzitanisch: Arèssi) ist eine französische Gemeinde mit 846 Einwohnern (Stand: 1. Januar 2022) im Département Pyrénées-Atlantiques in der Region Nouvelle-Aquitaine. Die Gemeinde gehört zum Arrondissement Pau und zum Kanton Ouzom, Gave et Rives du Neez (bis 2015: Kanton Pau-Sud). Die Einwohner werden Arésyiens genannt.

## Geografie
Aressy liegt in der historischen Provinz Béarn am Fluss Gave de Pau. Umgeben wird Aressy von den Nachbargemeinden Idron im Norden und Nordosten, Meillon im Süden und Osten, Rontignon im Süden, Uzos im Südosten, Mazères-Lezons im Westen sowie Bizanos im Nordwesten.

## Bevölkerungsentwicklung
| 1962                      | 1968 | 1975 | 1982 | 1990 | 1999 | 2006 | 2012 |
| ------------------------- | ---- | ---- | ---- | ---- | ---- | ---- | ---- |
| 399                       | 476  | 601  | 578  | 546  | 543  | 552  | 638  |
| Quelle: Cassini und INSEE |      |      |      |      |      |      |      |

## Sehenswürdigkeiten

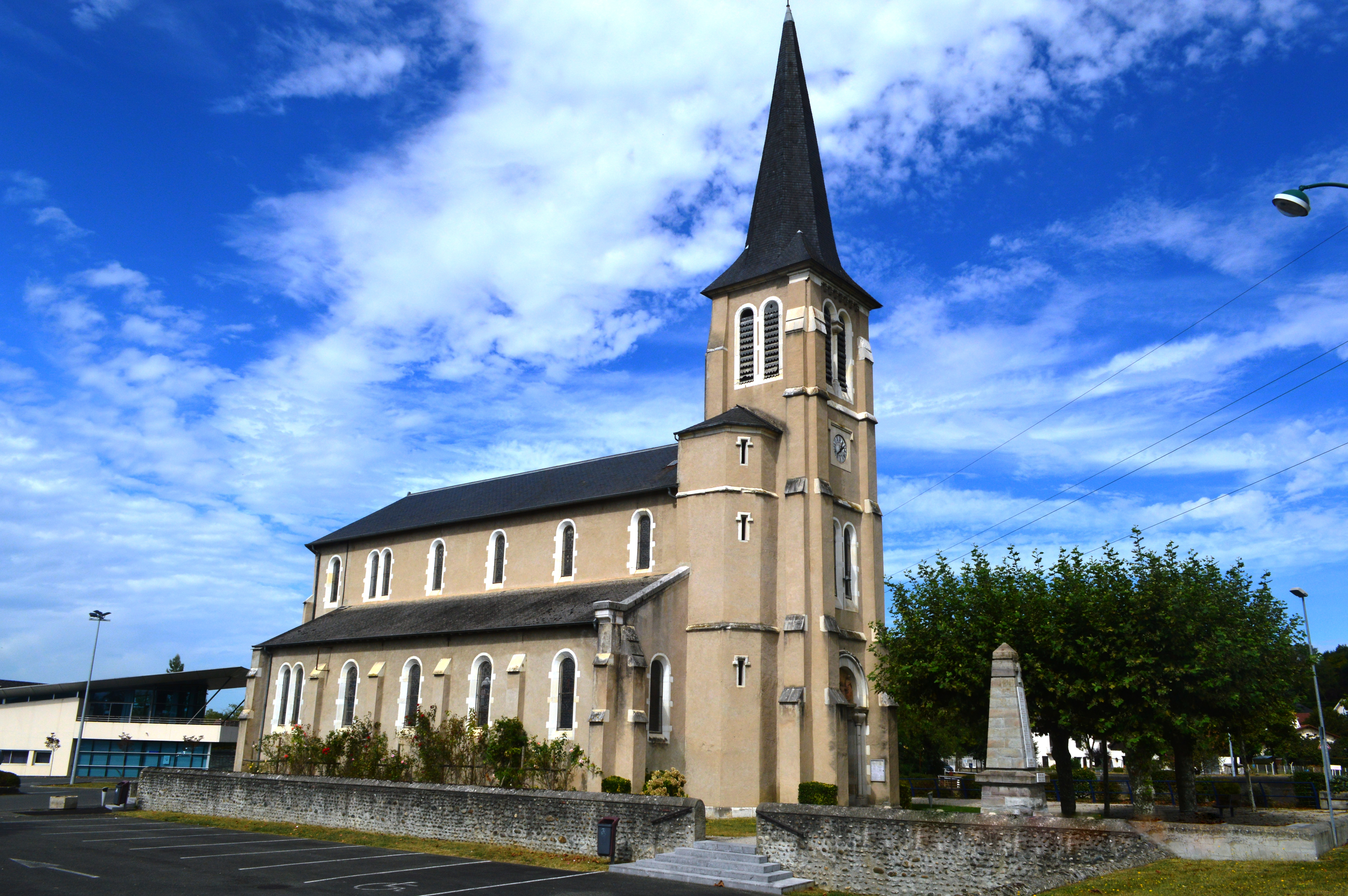
Kirche Saint-Denys

- Kirche Saint-Denys, errichtet 1874